# 奧爾良 (印第安納州)
奧爾良（英語：Orleans）是一個位於美國印地安納州奧蘭治縣的城鎮。

## 人口
根據2010年美國人口普查的數據，奧爾良的面積為4.43平方千米，當中陸地面積為4.43平方千米，而水域面積為0.00平方千米。當地共有人口2142人，而人口密度為每平方千米484人。